# Мора Сийгър
Мора Сийгър (на английски: Maura Seger) е американска писателка на бестселъри в жанра любовен роман. Писала е и под псевдонимите Мейв Фицджералд (Maeve Fitzgerald), Джени Бейтс (Jenny Bates), Лора Хейстингс (Laura Hastings), Сара Дженингс (Sara Jennings), Ан Макнийл (Anne MacNeil), Лора Майкълс (Laura Michaels), Лоръл Уинслоу (Laurel Winslow), Сара Пуле (Sara Poole) и Джоузи Лейтън (на английски: Josie Litton).

## Биография и творчество
Мора Сийгър е родена на 16 септември 1951 г. в САЩ. Обича книгите и започва да пише разкази още от детските си години.
Среща съпруга си Майкъл, докато работят в една и съща фирма. С негова подкрепа тя осъществява мечтата си да пише. Първият ѝ роман „Defiant Love“ е издаден през 1982 г. Той става бестселър и е удостоен с престижната награда РИТА за най-добър първи романс от Асоциацията на писателите на романси на Америка.
В следващите години пише много произведения както под собственото си име, така и под различни псевдоними, опитвайки различни жанрове на любовния роман.
Макар и непостоянно книгите на писателката се радват на висок читателски интерес. През 2001 г. е удостоена с награда за цялостно творчество за нейните исторически романи от списание „Romantic Times“.
Мора Сийгър живее със семейството си в Стамфорд, Кънектикът.

## Произведения

### Като Мора Сийгър

#### Самостоятелни романи
- Defiant Love (1982) – награда РИТА
- Rebellious Love (1983)
- Forbidden Love (1983)
- Flame on the Sun (1983)
- A Gift Beyond Price (1983)
- Empire of the Heart (1984)
- Silver Zephyr (1984)
- Eye of the Storm (1985)
- Golden Chimera (1985)
- Comes a Stranger (1985)
- Undercover (1985)
- Echo of Thunder (1985)
- Spring Frost, Summer Fire (1985)
- Edge of Dawn (1986)
- Shadows of the Heart (1986)
- Cajun Summer (1986)
- Quest of the Eagle (1986)
- Treasure Hunt (1986)
- Dark of the Moon (1986)
- Happily Ever After (1986)
- Legacy (1987)
- Sarah (1987)
- Sea Gate (1987)
- Elizabeth (1987)
- Day and Night (1987)
- Catherine (1988)
- Conflict of Interest (1988)
- Unforgettable (1988)
- Summer Heat (1988)
- Change of Plans (1989)
- Perchance to Dream (1989)
- Before the Wind (1989)
Преди бурята, изд.: ИК „Ирис“, София (2000), прев. Ангел Христов
- Fortune's Tide (1990)
- Painted Lady (1990)
- Into the Storm (1990)
- Caught in the Act (1991)
- Sir Flynn and Lady Constance (1991)
- Light on the Mountain (1991)
- Beloved Enemy (1992)
- The Lady and the Laird (1992)
- Princess McGee (1992)
- Castle of Dreams (1992)
- Man of the Hour (1993)
- Tapestry (1993)
- Prince Conor (1993)
- Full of Surprises (1994)
- Forevermore (1994)
- Man Without a Memory (1995)
- The Perfect Couple (1997)
- Heaven in His Arms (1997)
- Possession (1998)

#### Поредица „Бел Хейвън“ (Belle Haven)
1. The Taming of Amelia (1993)
2. The Seduction of Deanna (1993)
3. The Tempting of Julia (1994)
4. The Surrender of Nora (1994)

#### Поредица „Воал от тайни“ (Veil of Secrets)
1. Veil of Secrets (1996)
2. Veil of Passion (1996)

#### Участие в общи серии с други писатели

##### Серия „Коледни антологии на Арлекин“ (Harlequin Christmas Anthologies)
- Starbright в „Harlequin Historical Christmas Stories“: 1992 (1992) – с Бронуин Уилямс и Ерин Йорке
Звездно сияние в Коледна магия, изд.: „Арлекин България“, София (1992), прев. Людмила Верих и др

от серията има още 11 романа от различни автори

#### Сборници
- Silhouette Christmas Stories 1986 (1986) – с Деби Макомбър, Нора Робъртс и Трейси Синклер
- Christmas Treasures (1990) – с Деби Макомбър
- Rakes and Rogues (1993) – с Мери Балог, Мелинда Макрей, Анита Милс и Мери Джо Пътни
- Moonlight Lovers (1993) – с Мери Балог, Джо Бевърли, Анита Милс и Патриша Райс

### Като Мейв Фицджералд

#### Самостоятелни романи
- Once and Forever – 1982

### Като Ани Макнийл

#### Самостоятелни романи
- A Mind of Her Own (1983)

### Като Джени Бейтс

#### Самостоятелни романи
- Dazzled (1984)

#### Участие в общи серии с други писатели

##### Серия „Да имаш и задържиш“ (To Have and to Hold)
5. Gilded Spring (1983)
от серията има още 11 романа от различни автори

### Като Сара Дженингс

#### Самостоятелни романи
- Reach for the Stars (1984)
- Game Plan (1984)
- Love Not the Enemy (1984)
- Star-Crossed (1985)

### Като Лора Хейстингс

#### Самостоятелни романи
- The Nightingale's Secret (1991)
- The Turtledove's Secret (1992)
- The Falcon's Secret (1993)
- The Peacock's Secret (1994)

### Като Лора Майкълс

#### Самостоятелни романи
- Tune in Tomorrow (1992)

### Като Лоръл Уинслоу

#### Самостоятелни романи
- Heart Songs (1984)

#### Серия „Кадифена ръкавица“ (Velvet Glove) =
2. Captured Images (1984)
от серията има още 22 романа от различни автори

### Като Джоузи Лейтън

#### Самостоятелни романи
- Kiss of Death (2005)

#### Серия „Викинг и саксонец“ (Viking & Saxon)
1. Dream of Me (2001)
2. Believe In Me (2001)
3. Come Back to Me (2001)

#### Серия „Акоран“ (Akoran)
1. Dream Island (2002)
2. Kingdom of Moonlight (2002)
3. Castles in the Mist (2002)

#### Серия „Фонтан“ (Fountain)
1. Fountain of Dreams (2003)
2. Fountain of Secrets (2003)
3. Fountain of Fire (2003)